# Swear (The Walking Dead)
Swear là tập thứ sáu trong Phần 7 của series phim truyền hình The Walking Dead. Tập phim được phát sóng trên kênh AMC của Mỹ vào ngày 27 tháng 11 năm 2016. Khi phát sóng tại Mỹ, tập phim đã được 10,40 triệu người xem trong đó có 4,9 triệu người từ 18-49 tuổi.

## Nội dung tập
Tập phim mở đầu bằng cảnh ở một bãi biển. Tại đây, một cô bé tên Rachel vừa cầm giáo đâm chết một xác sống nằm dưới đất. Tiếp tục thấy một thi thể khác bị sóng đánh vào bờ, Rachel chạy tới và cũng định dùng giáo để kết liễu. Tuy nhiên, một thiếu niên lớn tuổi hơn - Cyndie đã chạy tới cản cô bé lại và nói rằng người này vẫn còn sống. Người đang nằm bất tỉnh đó chính là Tara. Mặc cho Rachel bảo rằng dù sao thì họ cũng cần phải giết bất cứ người lạ mặt nào xuất hiện ở đây, Cyndie đã thuyết phục cô bé tha mạng cho Tara. Sau khi Rachel với vẻ mặt giận dỗi bỏ đi, Cyndie một mình kéo Tara lên trên bờ biển.
Trong một cảnh quá khứ, sau khi rời khỏi tiền đồn của The Saviors bị nhóm Rick tiêu diệt (ở mùa phim trước) để đi kiếm nhu yếu phẩm, trong hai tuần tiếp theo đó, Tara và Heath tìm được rất ít đồ. Heath cho rằng họ cần quay trở lại Alexandria, nhưng Tara bảo rằng họ cần phải cố tìm thêm đạn dược, nếu không sẽ phụ lòng những người ở nhà. Heath nhắc lại chuyện đội quân Alexandria đã giết sạch các thành viên The Saviors bên trong tiền đồn kia, và cho rằng mỗi người đều chỉ biết nghĩ về bản thân họ và làm mọi thứ để sinh tồn. Anh miễn cưỡng đồng ý đi kiếm nhu yếu phẩm trong thêm một ngày nữa.
Quay trở lại thời điểm hiện tại, Cyndie tới chỗ Tara vẫn đang bất tỉnh trên bãi biển và để lại nước, cá cùng một cây giáo. Sau khi Cyndie bỏ đi, Tara từ từ mở mắt ra và lén bám theo Cyndie vào rừng.
Đi theo Cyndie, Tara tới được nơi trông có vẻ như là một ngôi làng của chỉ mình phụ nữ và trẻ em. Sau khi lặng lẽ đi xung quanh để theo dõi cách người dân ở đây sinh hoạt, đột nhiên, cô thấy trẻ em được báo hiệu phải vào trong nhà, trong khi những người phụ nữ lần lượt đi lấy súng. Cuối cùng, Tara bị họ nhìn thấy và truy đuổi.
Tara bỏ chạy khi hàng loạt phát súng nã về phía mình. Cô hạ được một người phụ nữ và đánh cô ta bất tỉnh. Cuối cùng, Tara bị chặn lại bởi cô bé Rachel, người định bóp cò nhưng một lần nữa bị cản bởi Cyndie. Những người khác đã đuổi kịp và bao vây Tara. Thủ lĩnh ở đây và cũng là bà ngoại của Cyndie - Natanie đi tới bảo cháu gái hãy tránh xa Tara.
Trong cảnh quá khứ, Tara cùng Heath cẩn trọng leo vào một cây cầu bị bịt kín hai đầu bởi những chiếc xe và nhiều tấm bạt. Ở giữa cầu là một đống cát lớn. Khi Tara rút một chiếc túi bên trong đống cát ra, tất cả cát bất ngờ đổ ập xuống và giải thoát cho rất nhiều xác sống bị mắc kẹt ở bên trong. Bị đám walker vây lấy, Tara nhìn sang Heath thì không còn thấy anh đâu nữa.
Trở lại hiện tại, Tara đang bị còng tay bên trong một căn phòng nọ. Natania cùng hai người phụ nữ khác là Kathy và Beatrice bước vào. Bà ấy giải thích rằng vì biết Tara là người tốt do đã có cơ hội giết Beatrice nhưng không làm, nên họ sẽ tha mạng cho cô. Khi được hỏi rằng cô đến từ đâu, Tara nói dối rằng mình không có nơi ở cố định và không nhắc đến Alexandria. Tuy nhiên, cô vẫn kể một phần sự thực về chuyện bị lạc khỏi Heath sau khi rơi xuống từ một cây cầu và bị trôi ra biển. Tara năn nỉ được cho rời khỏi để đi tìm bạn đồng hành của mình. Tuy nhiên, Natania bảo rằng cô đã biết quá nhiều về Oceanside - cộng đồng của bà ấy. Bà ấy bảo sẽ bàn tiếp về chuyện này vào tối nay.
Tối hôm đó, Tara được tháo còng tay và được mời đến dùng bữa với Natania, Cyndie, Kathy và Beatrice. Tara cuối cùng cũng được chính thức nói lời cảm ơn với Cyndie. Natania nói rằng bà muốn thuyết phục Tara ở lại sống tại Oceanside, bởi theo bà đó là giải pháp tốt nhất cho cả hai bên. Thậm chí bà ấy sẵn sàng cho người đi tìm Heath giúp cô và mời anh đến sống luôn tại đây. Lúc này, Tara mới bày tỏ thắc mắc của mình rằng tại sao cộng đồng này thiếu vắng đàn ông. Đáp lại cô, Natania kể rằng cộng đồng họ từng chạm trán với một nhóm những kẻ xấu, khiến những người đàn ông đều bỏ mạng và họ phải bỏ trốn đến sống ở đây. Đó cũng là lý do họ không muốn để lộ nơi ở của mình ra ngoài, đồng thời sẵn sàng bắn bỏ bất cứ người lạ nào lại gần. Tara đành tiết lộ sự thật rằng mình cũng đến từ một cộng đồng, và những người ở đây cũng từng phải giết hết một nhóm người xấu sống tại một trạm vệ tinh để sống sót. Cô cho rằng cả hai cộng đồng nên cùng hợp tác với nhau. Natania tỏ vẻ đồng ý và bảo ngày mai sẽ cho người đi cùng Tara tìm Heath và về xem cộng đồng của cô. Tuy nhiên, bà ấy cấm Cyndie không được phép đi cùng.
Ngày hôm sau, sau khi chào tạm biệt Natania, Tara bắt đầu rời khỏi cùng Kathy và Beatrice. Tuy nhiên khi mới chỉ đi được một đoạn, cô nhận ra được ý đồ thực sự rằng họ định trừ khử mình. Chạy trốn khỏi tầm bắn của họ được một lúc và khiến họ phải tách ra, Tara cuối cùng vẫn bị bắt lại bởi Beatrice. Lúc này, Beatrice mới kể rằng nhóm kẻ xấu sống tại trạm vệ tinh mà Tara nhắc đến - The Saviors thực sự đông đảo hơn cô tưởng nhiều, và trạm vệ tinh đó mới chỉ là một tiền đồn của chúng. Chính chúng đã giết toàn bộ đàn ông của nhóm cô ấy, và họ sẽ không thể nào đánh bại được chúng cả. Cô ấy không muốn mạo hiểm để Tara về để rồi một ngày nào đó lại khiến The Saviors tìm ra được Oceanside.
Trước khi Beatrice định bóp cò bắn Tara, Cyndie bất ngờ lao tới đẩy ngã và giữ chặt lấy người cô ấy, đồng thời kêu Tara hãy mau chạy đi. Được một hồi sau khi đã chạy xa khỏi, Tara được bắt kịp bởi Cyndie, người muốn cô phải thề rằng sẽ không nói cho bất cứ ai biết về sự tồn tại của Oceanside. Sau khi Tara đồng ý, Cyndie đưa cho cô một ba lô chứa đầy đủ lương thực và nói rằng sẽ hộ tống cô đến chỗ cây cầu nơi cô đã lạc Heath.
Tới được đó, Cyndie bảo rằng mình sẽ chưa về chừng nào Tara chưa qua được phía bên kia cầu an toàn. Vậy là trong khi Tara vừa chiến đấu với đám xác sống, Cyndie vừa hỗ trợ từ xa bằng cách ngắm bắn những con walker có thể gây nguy hiểm cho cô. Tara cố nhìn xung quanh để tìm Heath nhưng không thấy anh ấy đâu.
Trong cảnh quá khứ, khi Tara đang bị bao vây bởi bầy xác sống và dường như không còn hy vọng thoát khỏi, Heath bất ngờ đứng từ xa bắn chết vài con để cứu cô. Vừa mừng khi biết Heath không bỏ rơi mình, Tara lại càng lo lắng khi thấy chính anh ấy cũng đang bị xác sống vây lấy. Tara cố chạy tới để tìm cách giúp Heath nhưng vẫn phải giằng co với một vài con đang tấn công mình. Mặc cho Heath nói rằng Tara hãy mau chạy thoát, cô vẫn nói "Chúng ta phải sát cánh cùng nhau". Ngay sau đó, Tara bị đám walker đẩy ngã ngửa qua lan can cầu và rơi xuống dòng sông bên dưới.
Quay trở lại hiện tại, trong tích tắc, Tara nhìn thấy một xác sống nữ với mái tóc tương tự Heath và tưởng nhầm rằng đó là anh. Sau khi định hình lại rằng mình nhìn lầm, cô qua được phía bên kia cầu an toàn. Ngoái nhìn lại, cô thấy Cyndie cũng vừa bị Beatrice và Kathy tới lôi về. Nhìn xuống dưới, cô thấy chiếc kính của Heath bị dẫm nát. Gần đó là dấu bánh xe còn in trên nền đất. Tara nhặt một tấm thẻ có ghi chữ "PPP" lên và bỏ vào túi quần. "Tôi hy vọng rằng đó là anh" - Cô nói.
Trên đường về nhà, Tara tạm dừng chân tại một cửa hàng quà tặng. Tại đây, cô nhìn thấy một vài con búp bê đầu lắc lư hình nữ bác sĩ và mang theo một con về để định tặng Denise. Cô ăn con cá muối mà Cyndie nhét trong ba lô, cùng loại cá mà cô ấy đã bỏ lại bên bờ biển cho mình. Tara cũng nhận ra rằng Cyndie tặng cho mình một chiếc vòng tay có đính một vài vỏ sò.
Về được tới Alexandria và gặp Eugene, nét mặt vui tươi của Tara lập tức thay đổi khi thấy sự buồn bã của anh ấy.
Lát sau, Tara ngồi lặng thinh trong bệnh xá cộng đồng, vẫn còn buồn bã bởi tin về cái chết của Denise. Quyết tâm tìm cách trả thù The Saviors, Rosita hỏi Tara rằng liệu cô có biết nơi nào bên ngoài có súng hoặc đạn không. Tara bèn nhìn xuống chiếc vòng Cyndie tặng mà mình đang đeo rồi đáp lại rằng cô không tìm thấy nơi nào như vậy trên đường đi cả.

## Diễn viên

### Diễn viên chính
- Andrew Lincoln vai Rick Grimes*
- Norman Reedus vai Daryl Dixon*
- Lauren Cohan vai Maggie Rhee*
- Chandler Riggs vai Carl Grimes*
- Danai Gurira vai Michonne*
- Melissa McBride vai Carol Peletier*
- Lennie James vai Morgan Jones*
- Sonequa Martin-Green vai Sasha Williams*
- Alanna Masterson vai Tara Chambler
- Josh McDermitt vai Eugene Porter
- Christian Serratos vai Rosita Espinosa
- Jeffrey Dean Morgan vai Negan*
- Seth Gilliam vai Gabriel Stokes*
- Ross Marquand vai Aaron*
- Austin Nichols vai Spencer Monroe*
- Austin Amelio vai Dwight*
- Tom Payne vai Paul Rovia*
- Xander Berkeley vai Gregory*

### Diễn viên định kỳ
- Corey Hawkins vai Heath
- Deborah May vai Natania
- Sydney Park vai Cyndie

*Không xuất hiện trong tập này

### Các diễn viên phụ khác
- Briana Venskus vai Beatrice
- Nicole Barré vai Kathy
- Mimi Kirkland vai Rachel
- Jacqueline Fleming vai Cư dân Oceanside
- Lane Carlock vai Cư dân Oceanside

## Cái chết trong tập
- Không có

## Đánh giá
"Swear" nhận được phản ứng trái chiều từ giới phê bình. Trên trang Rotten Tomatoes, có 57% trong số 28 bài đánh giá là mang tính tích cực. Trong khi nhiều chuyên gia đánh giá cao tính sáng tạo khi lần đầu giới thiệu cộng đồng Oceanside vào phim, tiếp tục khẳng định rằng thế giới trong The Walking Dead đang ngày một mở rộng; số khác lại chỉ trích việc dành nguyên tập phim để tập trung vào nhân vật Tara Chambler, người vẫn chưa có nhiều đóng góp nổi bật kể từ lần đầu xuất hiện trong Phần 4 và vẫn chưa được coi là một nhân vật chính đúng nghĩa.

## Bên lề
- Lần xuất hiện đầu tiên của: Cyndie, Rachel, Natania, Beatrice, Kathy.
- Tập phim đánh dấu lần đầu xuất hiện của cộng đồng Oceanside.
  - Trong truyện, sự tồn tại của Oceanside chỉ được biết tới sau khi cuộc chiến giữa liên minh các cộng đồng với The Saviors đã kết thúc được 2 năm.
  - Vào thời điểm tập phim này lên sóng, Oceanside vẫn chưa hề chính thức xuất hiện trong truyện mà chỉ được nhắc tới.
- Tên của tập phim - "Swear" đến từ việc Cyndie bắt Tara phải "thề" không được nói cho ai biết đến sự tồn tại của Oceanside.
- Đây là tập phim thứ 14 trong toàn bộ series mà Rick Grimes không xuất hiện.
  - Đây đồng thời là tập phim thứ 5 mà anh không được nhắc tới.
- Tập phim đánh dấu sự trở lại của Tara kể từ lần cuối xuất hiện trong "Not Tomorrow Yet" (Mặc dù cô xuất hiện trong cảnh giấc mơ ngắn của Rick trong tập đầu Phần 7).
- "Nguyên tắc số một khi đi kiếm đồ: Không có thứ gì còn lại trong thế giới này mà không bị giấu đi" - Những lời Tara nói với Heath trong tập này cũng chính là những lời Glenn nói với Tara trong tập "Strangers" (Phần 5).
- Khẩu súng mà Tara cầm đầu tập có khắc hình cây gậy Lucille trên cán súng, bởi đó là khẩu mà cô lấy ngay sau khi rời khỏi từ tiền đồn bị tiêu diệt của The Saviors.
- Tập phim này có thời lượng phát sóng trên truyền hình là 71 phút (bao gồm cả quảng cáo), dài hơn nếu so với một tập phim thông thường có độ dài 60 phút.
- Cây cầu nơi Heath và Tara đi qua trong tập nằm trên cùng dòng sông được dùng làm địa điểm quay cảnh Eastman dạy Morgan học võ Aikido.
- Việc sử dụng cây cầu trong tập cho việc quay phim đã khiến người dân xung quanh không được đi qua nó trong vòng 1 tuần. Các cảnh hành động quay mất 3 ngày, những ngày còn lại dành cho việc mang vào và dọn dẹp hơn 20 tấn cát.
- Nếu không tính đến Fear The Walking Dead, đây là lần đầu tiên biển được nhìn thấy kể từ khi phim được phát sóng tới nay.